# Ij mè amor dij 20 ani
Ij mè amor dij 20 ani è il diciannovesimo album in studio del cantante italiano Gipo Farassino, pubblicato nel 1976.

## Tracce
Facciata A
1. Gipo a Paris - (testo: Larici - musica: Lemarque)
2. Tango se-mai - (testo: Farassino - musica: Farinatti)
3. Ij wahhaput-hanga - (testo: Farassino - musica: Valdi)
4. Ël dehòrs dël marghé - (Farassino)
5. Tèra 'd Piemont - (testo: Farassino - musica: Farinatti)

Facciata B
1. La Principëssa Sukay - Peté - (testo: Farassino - musica: Farinatti)
2. Ël paisan - (testo: Farassino - musica: Guccini, Farinatti)
3. Ël balòss - (testo: Farassino - musica: Valdi)
4. Mè bel amor - (Farassino)
5. Ij mè amor dij 20 ani - (testo: Farassino - musica: Farinatti)